# Iván Campo
Iván Campo Ramos (* 21. Februar 1974 in San Sebastián) ist ein ehemaliger spanischer Fußballspieler.

## Karriere
Campo begann seine Karriere in der Jugendmannschaft von CD Logroñés. 1993 wechselte er in die erste Mannschaft von Deportivo Alavés. Nach zwei Jahren bei Alavés wechselte der Defensiv-Allrounder 1995 zu Real Valladolid, wo er ein Jahr blieb. in der Saison 1996/97 spielte Campo bei seinem ersten Topklub: FC Valencia. Nach nur einem Jahr in Valencia kam der Spanier nach einem einjährigen Abstecher bei RCD Mallorca 1998 zu Real Madrid, wo er seine größten Erfolge feierte. Seit der Saison 2002/03 spielte Campo in der englischen Premier League bei den Bolton Wanderers und blieb dort bis zum Ende der Spielzeit 2007/08. Danach wechselte er zu Zweitligist Ipswich Town und unterschrieb einen Einjahresvertrag. Am 8. Mai 2009 wurde jedoch bekannt, dass dieser nicht verlängert wird und sich Campo einen neuen Verein suchen müsse.
Campo spielte von 1998 bis 2000 vier Mal im spanischen Fußballnationalteam und nahm an der Fußball-Weltmeisterschaft 1998 teil.

## Erfolge
- Teilnahme an der Fußball-WM 1998 in Frankreich (1 Einsatz/1 Gelbe Karte)
- 1 Mal spanischer Supercupsieger mit Real Madrid 2001
- 1 Mal Weltpokalsieger mit Real Madrid 2002
- 2 Mal Champions-League-Sieger mit Real Madrid 2000 und 2002
- 1 Mal Europäischer Supercupsieger mit Real Madrid 2002
- 1 Mal spanischer Meister mit Real Madrid 2001